# Partido Pátria Livre
O Partido Pátria Livre (PPL) foi um partido político brasileiro fundado em 21 de abril de 2009 e registrado na Justiça Eleitoral em 3 de outubro de 2011. Seu número eleitoral era o 54 e suas cores eram o verde, amarelo e vermelho. Possuía cerca de 30 mil filiados no país, sendo São Paulo, Rio de Janeiro, Minas Gerais, Rio Grande do Sul e Ceará os estados onde o PPL tinha mais membros. Seu espectro político consistia entre centro-esquerda e esquerda e no nacional-desenvolvimentismo. Edita o jornal Hora do Povo. Em 2013, doze municípios do país eram administrados por prefeitos da sigla. Em outubro de 2012, o partido ganhou uma cadeira no Senado Federal.
A criação do PPL foi impulsionada por membros do Movimento Revolucionário Oito de Outubro (MR-8), uma organização revolucionária, de esquerda radical e guerrilheira, surgida em 1969 com o fim da Dissidência Guanabara (dissidentes do Partido Comunista Brasileiro do Rio de Janeiro) e que a partir dos anos 1980 passa a atuar como uma ala do MDB.
O projeto político do PPL baseiava-se num forte nacionalismo, referenciado até em Tiradentes. O partido defendia o modelo de nacional-desenvolvimentismo. Fez um balanço positivo dos governos de Getúlio Vargas (do antigo PTB) e de João Goulart. Em contrapartida a sigla faz maiores críticas aos governos de Fernando Henrique Cardoso (do PSDB).
Nas eleições presidenciais de 2014, o PPL apoiou a candidatura de Marina Silva (na época filiada ao PSB e hoje à REDE) à presidência e aconselhou o voto nulo no segundo turno. No movimento sindical, o PPL atuava através da Central Geral dos Trabalhadores do Brasil (CGTB), inclusive há muitos anos presidindo-a. 
No movimento estudantil, organizava-se como Juventude Pátria Livre / Mutirão a qual administrando diversas entidades estudantis pelo país. No 55° Congresso da União Nacional dos Estudantes (UNE), em 2017, a JPL participou como uma chapa própria.
Em 28 de maio de 2019, o partido foi extinto após incorporar-se ao Partido Comunista do Brasil (PCdoB).

## História
O PPL foi formado a partir do antigo Movimento Revolucionário Oito de Outubro (MR-8), organização surgida em 1966, a partir de uma cisão do Partido Comunista Brasileiro (PCB). Nos anos 1980, contrapondo-se ao imperialismo estadunidense, o MR-8 assume um alinhamento pró-soviético, de caráter stalinista, com propostas nacionalistas, defendendo após o fim da ditadura militar uma coalizão com forças não socialistas e apoiando o Governo Sarney.
Seus adversários do movimento sindical acusavam o MR-8 de fazer alianças com os setores considerados mais atrasados, este sendo rotulado por parte da esquerda como "fascista", graças as suas práticas que passaram a ser conhecidas pelos seus atos violentos e agressões contra militantes adversários.
Assim como o PCB e o PCdoB, o MR-8 era apelidado como "pelego do movimento sindical" pelos seus adversários, sendo contrário à criação da Central Única dos Trabalhadores (CUT), impulsionada por setores mais radicais da esquerda, muitos desses organizados dentro do Partido dos Trabalhadores (PT). O MR-8 atuou dentro do Partido do Movimento Democrático Brasileiro (PMDB) como uma ala deste por mais de trinta anos. Em 1995, um setor do MR-8 rompe com a organização, reclamando de "falta de discussão política" e de "práticas oportunistas de direita". Essa cisão fundou o Movimento Estudantil Popular Revolucionário (MEPR), e, após outra cisão, dedicou-se a refundar o Partido Comunista Revolucionário (PCR).
Em 7 de dezembro de 2008, o Comitê Central do MR-8, reunido em São Paulo, lança a chamada "Carta ao Povo Brasileiro", em que analisa a conjuntura nacional e internacional, chegando à conclusão da necessidade da criação de um novo partido. Na carta, o grupo elencou os principais pressupostos do projeto, já com nome decidido, dando o pontapé na busca das 500 mil assinaturas para a sua legalização. Em 21 de abril de 2009, na Assembleia Legislativa de São Paulo e também no Auditório Elis Regina (Anhembi), foram feitos os atos de fundação do Partido Pátria Livre, com aprovação de seu estatuto e de seu programa.

### Fusões e incorporação ao PCdoB
No processo de fortalecimento, o Partido Pátria Livre se fundiu com três outros partidos que se encontravam em processo de registro no TSE: o Partido dos Pensionistas Aposentados e Idosos do Brasil (Pai do Brasil), o Partido Popular da Liberdade de Expressão Afro-Brasileira (PPLE) e o Partido Pela Acessibilidade e Inclusão Social (PAIS).
No dia 26 de novembro de 2018 foi anunciado pelos presidentes do Partido Comunista do Brasil (PCdoB) e do PPL que a legenda iria se fundir ao Partido Comunista após não atingir a cláusula de desempenho nas eleições gerais de 2018. No dia 2 de dezembro de 2018, foi aprovado o processo de incorporação do PPL ao PCdoB, com um ato político realizado em São Paulo.

O processo de incorporação foi concluído em um congresso realizado em 17 de março de 2019. Em 28 de maio de 2019, o Tribunal Superior Eleitoral aprovou em decisão unânime a fusão do partido com o PCdoB.
| Partido Comunista do Brasil (PCB) 1922–1961 | Partido Comunista Brasileiro (PCB) 1961–1992 | Partido Comunista Brasileiro (PCB) 1961–1992   |                                                  | Partido Popular Socialista (PPS) 1992–2019 | Partido Popular Socialista (PPS) 1992–2019        | Partido Popular Socialista (PPS) 1992–2019 | Cidadania 2019–presente |
| Partido Comunista do Brasil (PCB) 1922–1961 | Partido Comunista Brasileiro (PCB) 1961–1992 | Partido Comunista Brasileiro (PCB) 1961–1992   | Partido Comunista (PC) 1992–1993                 |                                            |                                                   |                                            |                         |
| Partido Comunista do Brasil (PCB) 1922–1961 | Partido Comunista Brasileiro (PCB) 1961–1992 | Partido Comunista Brasileiro (PCB) 1961–1992   | Partido Comunista Brasileiro (PCB) 1993–presente |                                            |                                                   |                                            |                         |
| Partido Comunista do Brasil (PCB) 1922–1961 | Liga Comunista Internacionalista (LCI)       |                                                |                                                  |                                            |                                                   |                                            |                         |
| Partido Comunista do Brasil (PCB) 1922–1961 | Partido Operário Leninista (POL)             |                                                |                                                  |                                            |                                                   |                                            |                         |
| Partido Comunista do Brasil (PCB) 1922–1961 | Partido Socialista Revolucionário (PSR)      |                                                |                                                  |                                            |                                                   |                                            |                         |
| Partido Comunista do Brasil (PCB) 1922–1961 |                                              |                                                |                                                  |                                            | Partido Comunista do Brasil (PCdoB) 1962–presente |                                            |                         |
| Partido Comunista do Brasil (PCB) 1922–1961 |                                              | Movimento Revolucionário Oito de Outubro (MR8) |                                                  | Partido Pátria Livre (PPL) 2009–2019       |                                                   |                                            |                         |

## Desempenho eleitoral

### Eleições municipais de 2012
Em 2012 ocorreram as primeiras eleições em que o PPL participou como partido legalizado. O partido teve candidatura própria para prefeitura, em apenas 49 municípios (em todo o Brasil), sendo 9 desses capitais (em negrito são as doze cidades onde o PPL teve vitória): Maceió-AL, Messias-AL, Viçosa-AL, Nova Olinda do Norte-AM, Tapauá-AM, Laranjal do Jari-AP, Cariús-CE, Palmácia-CE, Itaitinga-CE, Aquiraz-CE, Fortaleza-CE, Caucaia-CE, Serra-ES, Cristalina-GO, Novo Gama-GO, Senador Modestino Gonçalves-MG, Ribeirão das Neves-MG, Prudente de Morais-MG, Ataléia-MG, Belo Horizonte-MG, Ouro Verde de Minas-MG, Martinho Campos-MG, Cuiabá-MT, Várzea Grande-MT, Belém-PA, Bayeux-PB, Recife-PE, Jaboatão dos Guararapes-PE, São Raimundo Nonato-PI, Piripiri-PI, Curitiba-PR, Tijucas do Sul-PR, Carlópolis-PR, Itaguaí-RJ, Rio de Janeiro-RJ, São João da Barra-RJ, Sumidouro-RJ, Nova Mamoré-RO, Pedras Altas-RS, Florianópolis-SC, Tomar do Geru-SE, São Vicente-SP, São Carlos-SP, São Paulo-SP, Reginópolis-SP, Cruzeiro-SP, Mogi Guaçu-SP, Cananéia-SP e Jaú-SP 
Através de coligações amplas com partidos de diversas ideologias e origens, as 12 prefeituras tem como vice-prefeitos políticos do PSDB, do DEM, do PP, do PTB, do PV, do PT, do PSB, do PMDB, do PR (em 2) e do próprio PPL (em 2). O partido também apresentou 71 candidatos aptos ao cargo de vice-prefeito, cujas chapas eram encabeçadas (cargo de prefeito) pelo próprio partido (em 28), pelo PT (em 12), pelo PSDB, PP, PMDB e PSB (em 4 cada um), pelo PTB e PDT (em 3 cada um), pelo PR e PPS (em 2 cada um), pelo PSC, PRP, PRTB, PTdoB e PCdoB (em 1 cada um).
| Prefeitos eleitos pelo PPL em 2012 |                             |                                                  |           |                      |                           |                     |                                                |                 |                                                                                           |                      |
| \| UF \| Município \| Candidato pelo PPL \| Situação \| Grau de instrução[33] \| Ocupação[34] \| Partidos anteriores \| Candidato a vice \| Partido do vice \| Coligação[32] \| Receitas da campanha[35] \| \| -- \| --------------------------- \| ------------------------------------------------ \| --------- \| --------------------- \| ------------------------- \| ------------------- \| ---------------------------------------------- \| --------------- \| ----------------------------------------------------------------------------------------- \| ------------------------ \| \| AL \| Viçosa \| Flaubert Filho \| re-eleito \| Superior incompleto \| Prefeito \| PTB[36] \| Manoel dos Passos Vilela (Vô) \| PSDB \| PPL / PTC / PV / PSDB / PP / PCdoB / PTdoB \| R$ 219.700,00 \| \| CE \| Cariús \| João Gilvan de Oliveira \| re-eleito \| Médio incompleto \| Comerciante \| PR[37] \| Willy Iury Palácio de Oliveira \| PT \| PPL / PTB / PMDB / PSL / PR / PSB / PSDB / PT \| R$ 255.654,76 \| \| CE \| Itaitinga \| Abel Cercelino Rangel Junior \| eleito \| Fundamental completo \| Servidor Público Estadual \| PMDB PRB[38] \| Erivanda Nogueira de Sousa Serpa \| PR \| PPL / PR / PPS / PSDC / PP / PCdoB \| R$ 130.662,39 \| \| CE \| Palmácia \| José Sipriano (Zé da Bodega) \| eleito \| Lê e escreve \| Agricultor Vereador \| PSDC PSB[39] \| Fernando Xavier do Nascimento \| PPL \| PPL / PP / PMDB / PSL / PSC / PR / PHS / PRB / PCdoB \| R$ 171.548,96 \| \| GO \| Novo Gama \| Everaldo Vidal Pereira Martins (Everaldo Detran) \| eleito \| Superior incompleto \| Vereador \| PSDB[40] \| José Fernando Gomes Feitoza (Belezinha) \| PP \| PPL / PDT / PT / PMDB / PTN / PSC / PPS / DEM / PSDC / PRTB/ PHS / PTC / PRP / PP / PCdoB \| R$ 292.000,07 \| \| MG \| Ataleia \| Geraldo Dias Amador (Dr. Geraldo) \| re-eleito \| Superior completo \| Prefeito \| PRB[41] \| José Walter Sampaio (Valtinho) \| PR \| PPL / PR / PPS / PHS / PRB \| R$ 29.014,58 \| \| MG \| Martinho Campos \| Francisco Ludovico de Medeiros (Chico Mangueira) \| re-eleito \| Fundamental completo \| Prefeito \| DEM[42] \| Edimar Antônio de Oliveira \| PV \| PPL / PSB / PV / PR / PSC / PRP / PTB / PTdoB / PTC / PDT / PSL / PP \| R$ 136.400,00 \| \| MG \| Senador Modestino Gonçalves \| Hernane Araújo Oliveira (Hernane de Viliu) \| eleito \| Médio completo \| Comerciante \| PSDB[43] \| Idomilson dos Santos Barbosa \| DEM \| PPL / DEM / PTC / PMDB \| R$ 58.105,00 \| \| PR \| Carlópolis \| Marcos Antônio David (Pezão) \| eleito \| Médio completo \| Agricultor[44] \| DEM[44] \| Rosângela Carvalho Custódio (Rosa) \| PMDB \| PPL / PTB / PMDB / PT \| R$ 97.133,42 \| \| RS \| Pedras Altas \| Gabriel de Lellis Junior \| re-eleito \| Superior completo \| Médico Prefeito[45] \| PSDB[45] \| Jair Luis Bellini \| PPL \| PPL / PT \| R$ 14.391,60 \| \| SE \| Tomar do Geru \| Augusto Soares Diniz (Augustinho) \| eleito \| Médio completo \| Empresário Vice-prefeito \| PFL, PT[46] \| Valdinho da Silva Soares (Val de Berro Grosso) \| PSB \| PPL / PT / PMDB / PMN / PSB / PV / PP / PSD \| R$ 46.685,00 \| \| SP \| Reginópolis \| Azor Veríssimo \| eleito \| Superior completo \| Aposentado \| - \| Adécio Guandalin Decinho \| PTB \| PPL / PTB / PMDB / PP \| R$ 14.017,76 \| |                             |                                                  |           |                      |                           |                     |                                                |                 |                                                                                           |                      |
| UF | Município                   | Candidato pelo PPL                               | Situação  | Grau de instrução    | Ocupação                  | Partidos anteriores | Candidato a vice                               | Partido do vice | Coligação                                                                                 | Receitas da campanha |
| AL | Viçosa                      | Flaubert Filho                                   | re-eleito | Superior incompleto  | Prefeito                  | PTB                 | Manoel dos Passos Vilela (Vô)                  | PSDB            | PPL / PTC / PV / PSDB / PP / PCdoB / PTdoB                                                | R$ 219.700,00        |
| CE | Cariús                      | João Gilvan de Oliveira                          | re-eleito | Médio incompleto     | Comerciante               | PR                  | Willy Iury Palácio de Oliveira                 | PT              | PPL / PTB / PMDB / PSL / PR / PSB / PSDB / PT                                             | R$ 255.654,76        |
| CE | Itaitinga                   | Abel Cercelino Rangel Junior                     | eleito    | Fundamental completo | Servidor Público Estadual | PMDB PRB            | Erivanda Nogueira de Sousa Serpa               | PR              | PPL / PR / PPS / PSDC / PP / PCdoB                                                        | R$ 130.662,39        |
| CE | Palmácia                    | José Sipriano (Zé da Bodega)                     | eleito    | Lê e escreve         | Agricultor Vereador       | PSDC PSB            | Fernando Xavier do Nascimento                  | PPL             | PPL / PP / PMDB / PSL / PSC / PR / PHS / PRB / PCdoB                                      | R$ 171.548,96        |
| GO | Novo Gama                   | Everaldo Vidal Pereira Martins (Everaldo Detran) | eleito    | Superior incompleto  | Vereador                  | PSDB                | José Fernando Gomes Feitoza (Belezinha)        | PP              | PPL / PDT / PT / PMDB / PTN / PSC / PPS / DEM / PSDC / PRTB/ PHS / PTC / PRP / PP / PCdoB | R$ 292.000,07        |
| MG | Ataleia                     | Geraldo Dias Amador (Dr. Geraldo)                | re-eleito | Superior completo    | Prefeito                  | PRB                 | José Walter Sampaio (Valtinho)                 | PR              | PPL / PR / PPS / PHS / PRB                                                                | R$ 29.014,58         |
| MG | Martinho Campos             | Francisco Ludovico de Medeiros (Chico Mangueira) | re-eleito | Fundamental completo | Prefeito                  | DEM                 | Edimar Antônio de Oliveira                     | PV              | PPL / PSB / PV / PR / PSC / PRP / PTB / PTdoB / PTC / PDT / PSL / PP                      | R$ 136.400,00        |
| MG | Senador Modestino Gonçalves | Hernane Araújo Oliveira (Hernane de Viliu)       | eleito    | Médio completo       | Comerciante               | PSDB                | Idomilson dos Santos Barbosa                   | DEM             | PPL / DEM / PTC / PMDB                                                                    | R$ 58.105,00         |
| PR | Carlópolis                  | Marcos Antônio David (Pezão)                     | eleito    | Médio completo       | Agricultor                | DEM                 | Rosângela Carvalho Custódio (Rosa)             | PMDB            | PPL / PTB / PMDB / PT                                                                     | R$ 97.133,42         |
| RS | Pedras Altas                | Gabriel de Lellis Junior                         | re-eleito | Superior completo    | Médico Prefeito           | PSDB                | Jair Luis Bellini                              | PPL             | PPL / PT                                                                                  | R$ 14.391,60         |
| SE | Tomar do Geru               | Augusto Soares Diniz (Augustinho)                | eleito    | Médio completo       | Empresário Vice-prefeito  | PFL, PT             | Valdinho da Silva Soares (Val de Berro Grosso) | PSB             | PPL / PT / PMDB / PMN / PSB / PV / PP / PSD                                               | R$ 46.685,00         |
| SP | Reginópolis                 | Azor Veríssimo                                   | eleito    | Superior completo    | Aposentado                | -                   | Adécio Guandalin Decinho                       | PTB             | PPL / PTB / PMDB / PP                                                                     | R$ 14.017,76         |

| Vice-prefeitos eleitos pelo PPL em 2012 |                       |                                             |          |                        |                                      |                     |                                               |                    |                                                                                  |                      |
| \| UF \| Município \| Candidato pelo PPL \| Situação \| Grau de instrução[33] \| Ocupação[34] \| Partidos anteriores \| Titular da chapa (cargo de prefeito) \| Partido do titular \| Coligação[32] \| Receitas da campanha[35] \| \| -- \| --------------------- \| ------------------------------------------- \| -------- \| ---------------------- \| ------------------------------------ \| ------------------- \| --------------------------------------------- \| ------------------ \| -------------------------------------------------------------------------------- \| ------------------------ \| \| AM \| Nhamundá \| Cleudo Oliveira Tavares (Mantegão) \| eleito \| Médio completo \| Vereador \| PMDB[47] \| Gledson Hadson Paulain Machado (Nene Machado) \| PDT \| PPL / PDT / PSL / PHS \| R$ 56.325,00 \| \| CE \| Canindé \| Francisco Paulo Santos Justa \| situação \| Médio completo \| Empresário \| PR[48] \| Francisco Celso Crisostomo Secundino \| PT \| PPL / PT / PSL / PMN / PSB / PCdoB / PTdoB \| R$ 259.261,41 \| \| CE \| Pacatuba \| Marcelo Rodrigues Augusto Lima \| situação \| Superior completo \| Médico, Vereador \| PRB[49] \| Alexandre Magno Medeiros Alencar \| PSB \| PPL / PDT / PT / PMDB / PHS / PSB \| R$ 179.277,50 \| \| CE \| Palmácia \| Fernando Xavier do Nascimento \| situação \| Superior completo \| Servidor Público Municipal, Vereador \| PSB[50] \| José Maria Bezerra Sipriano (Zé da Bodega) \| PPL \| PPL / PRB / PP / PMDB / PSL / PSC / PR / PHS / PCdoB \| R$ 171.548,96 \| \| MG \| Araçuaí \| Rita de Cássia Silva Capdeville \| situação \| Superior completo \| Médica \| - \| Armando Jardim Paixão \| PT \| PPL / PT / PCdoB / PSL / PPS / PHS \| R$ 86.869,33 \| \| MG \| Arinos \| Willian Furtado Valadades (Willian do Café) \| situação \| Médio completo \| Empresário, Vereador \| DEM[51] \| Roberto Sales \| PMDB \| PPL / PRB / PP / PT / PV / PMDB / PSC / PMN / PCdoB \| R$ 177.924,69 \| \| MG \| Bonito de Minas \| José Pedro Pires da Rocha (Zé Galego) \| eleito \| Fundamental completo \| Vereador \| PDT[52] \| José Reis Nogueira de Barros \| PPS \| PPL / PRB / PP / PTB / PMDB / PTN / PPS / DEM / PSB / PRP / PSDB / PCdoB / PTdoB \| R$ 90.831,41 \| \| MG \| Coronel Fabriciano \| Bruno Morais de Oliveira Torres \| situação \| Superior completo \| Advogado \| - \| Rosângela Mendes Alves \| PT \| PPL / PT / PTC / PRP \| R$ 727.936,01 \| \| MT \| Luciara \| Elizeth Nunes de Sousa \| situação \| Superior completo \| Comerciante, Vereadora \| PMDB[53] \| Fausto Aquino de Azambuja Filho (Faustinho) \| PSB \| PPL / PDT / PT / PPS / PSB / PRP / PSD / PCdoB \| R$ 23.394,92 \| \| PI \| São Miguel do Tapuio \| Jorgevânio Soares de Morais \| situação \| Superior completo \| Advogado, Vereador \| PTB[54] \| José Lincoln Sobral Matos \| PTB \| PPL / PDT / PTB / PPS / DEM / PRTB / PSDB \| R$ 73.485,30 \| \| PR \| Campina Grande do Sul \| Nilson de Jesus Pires Falavinha \| situação \| Superior incompleto \| Servidor Público Municipal, Vereador \| PDT[55] \| Luiz Carlos Assunção \| PSB \| PPL / PP / PT / PTB / PMDB / PPS / PSDC / PMN / PTC / PSB \| R$ 592.578,50 \| \| RS \| Herval \| Luiz Alberto Soares Perdomo (Bebeto) \| eleito \| Médio completo \| Vereador \| PDT[56] \| Ildo Roberto Lemos Sallaberry \| PP \| PPL / PP / PT / DEM / PSDB \| R$ 71.600,70 \| \| RS \| Pedras Altas \| Jair Luis Bellini \| situação \| Fundamental incompleto \| Agricultor \| - \| Gabriel de Lellis Junior \| PPL \| PPL / PT \| R$ 14.391,60 \| \| RS \| Tupanciretã \| Gustavo Simões Lírio (Pato) \| situação \| Superior completo \| Mecânico de Manutenção, Vereador \| PDT[57] \| Carlos Augusto Brum de Souza (Guga) \| PP \| PPL / PRB / PP / PPS / DEM \| R$ 66.262,79 \| \| SP \| Campo Limpo Paulista \| Marcos Robert Martins (Marcão) \| eleito \| Superior completo \| Vereador \| PV[58] \| José Roberto de Assis \| PR \| PPL / PMDB / PTN / PSC / PR / PCdoB / PTdoB \| R$ 176.175,00 \| \| SP \| Piquete \| Hamilton Leite da Silva \| situação \| Superior completo \| Médico \| - \| Ana Maria de Gouvea (Teca) \| PT \| PPL / PRB / PT / PHS / PSDC / PCdoB / PTdoB \| R$ 68.765,73 \| \| TO \| Nazaré \| João Edvan Vieira de Almeida \| situação \| Superior completo \| Professor de Ensino Fundamental \| PSDB[59] \| Clayton Paulo Rodrigues \| PTB \| PPL / PP / PDT / PTB / PMDB / PSB \| R$ 100.604,01 \| |                       |                                             |          |                        |                                      |                     |                                               |                    |                                                                                  |                      |
| UF | Município             | Candidato pelo PPL                          | Situação | Grau de instrução      | Ocupação                             | Partidos anteriores | Titular da chapa (cargo de prefeito)          | Partido do titular | Coligação                                                                        | Receitas da campanha |
| AM | Nhamundá              | Cleudo Oliveira Tavares (Mantegão)          | eleito   | Médio completo         | Vereador                             | PMDB                | Gledson Hadson Paulain Machado (Nene Machado) | PDT                | PPL / PDT / PSL / PHS                                                            | R$ 56.325,00         |
| CE | Canindé               | Francisco Paulo Santos Justa                | situação | Médio completo         | Empresário                           | PR                  | Francisco Celso Crisostomo Secundino          | PT                 | PPL / PT / PSL / PMN / PSB / PCdoB / PTdoB                                       | R$ 259.261,41        |
| CE | Pacatuba              | Marcelo Rodrigues Augusto Lima              | situação | Superior completo      | Médico, Vereador                     | PRB                 | Alexandre Magno Medeiros Alencar              | PSB                | PPL / PDT / PT / PMDB / PHS / PSB                                                | R$ 179.277,50        |
| CE | Palmácia              | Fernando Xavier do Nascimento               | situação | Superior completo      | Servidor Público Municipal, Vereador | PSB                 | José Maria Bezerra Sipriano (Zé da Bodega)    | PPL                | PPL / PRB / PP / PMDB / PSL / PSC / PR / PHS / PCdoB                             | R$ 171.548,96        |
| MG | Araçuaí               | Rita de Cássia Silva Capdeville             | situação | Superior completo      | Médica                               | -                   | Armando Jardim Paixão                         | PT                 | PPL / PT / PCdoB / PSL / PPS / PHS                                               | R$ 86.869,33         |
| MG | Arinos                | Willian Furtado Valadades (Willian do Café) | situação | Médio completo         | Empresário, Vereador                 | DEM                 | Roberto Sales                                 | PMDB               | PPL / PRB / PP / PT / PV / PMDB / PSC / PMN / PCdoB                              | R$ 177.924,69        |
| MG | Bonito de Minas       | José Pedro Pires da Rocha (Zé Galego)       | eleito   | Fundamental completo   | Vereador                             | PDT                 | José Reis Nogueira de Barros                  | PPS                | PPL / PRB / PP / PTB / PMDB / PTN / PPS / DEM / PSB / PRP / PSDB / PCdoB / PTdoB | R$ 90.831,41         |
| MG | Coronel Fabriciano    | Bruno Morais de Oliveira Torres             | situação | Superior completo      | Advogado                             | -                   | Rosângela Mendes Alves                        | PT                 | PPL / PT / PTC / PRP                                                             | R$ 727.936,01        |
| MT | Luciara               | Elizeth Nunes de Sousa                      | situação | Superior completo      | Comerciante, Vereadora               | PMDB                | Fausto Aquino de Azambuja Filho (Faustinho)   | PSB                | PPL / PDT / PT / PPS / PSB / PRP / PSD / PCdoB                                   | R$ 23.394,92         |
| PI | São Miguel do Tapuio  | Jorgevânio Soares de Morais                 | situação | Superior completo      | Advogado, Vereador                   | PTB                 | José Lincoln Sobral Matos                     | PTB                | PPL / PDT / PTB / PPS / DEM / PRTB / PSDB                                        | R$ 73.485,30         |
| PR | Campina Grande do Sul | Nilson de Jesus Pires Falavinha             | situação | Superior incompleto    | Servidor Público Municipal, Vereador | PDT                 | Luiz Carlos Assunção                          | PSB                | PPL / PP / PT / PTB / PMDB / PPS / PSDC / PMN / PTC / PSB                        | R$ 592.578,50        |
| RS | Herval                | Luiz Alberto Soares Perdomo (Bebeto)        | eleito   | Médio completo         | Vereador                             | PDT                 | Ildo Roberto Lemos Sallaberry                 | PP                 | PPL / PP / PT / DEM / PSDB                                                       | R$ 71.600,70         |
| RS | Pedras Altas          | Jair Luis Bellini                           | situação | Fundamental incompleto | Agricultor                           | -                   | Gabriel de Lellis Junior                      | PPL                | PPL / PT                                                                         | R$ 14.391,60         |
| RS | Tupanciretã           | Gustavo Simões Lírio (Pato)                 | situação | Superior completo      | Mecânico de Manutenção, Vereador     | PDT                 | Carlos Augusto Brum de Souza (Guga)           | PP                 | PPL / PRB / PP / PPS / DEM                                                       | R$ 66.262,79         |
| SP | Campo Limpo Paulista  | Marcos Robert Martins (Marcão)              | eleito   | Superior completo      | Vereador                             | PV                  | José Roberto de Assis                         | PR                 | PPL / PMDB / PTN / PSC / PR / PCdoB / PTdoB                                      | R$ 176.175,00        |
| SP | Piquete               | Hamilton Leite da Silva                     | situação | Superior completo      | Médico                               | -                   | Ana Maria de Gouvea (Teca)                    | PT                 | PPL / PRB / PT / PHS / PSDC / PCdoB / PTdoB                                      | R$ 68.765,73         |
| TO | Nazaré                | João Edvan Vieira de Almeida                | situação | Superior completo      | Professor de Ensino Fundamental      | PSDB                | Clayton Paulo Rodrigues                       | PTB                | PPL / PP / PDT / PTB / PMDB / PSB                                                | R$ 100.604,01        |

### Eleições presidenciais
| Ano  | Imagem | Candidato(a) a Presidente | Candidato(a) a Vice-Presidente | Coligação                                        | Votos      | %     | Posição |
| ---- | ------ | ------------------------- | ------------------------------ | ------------------------------------------------ | ---------- | ----- | ------- |
| 2014 |        | Marina Silva (PSB)        | Beto Albuquerque (PSB)         | Unidos pelo Brasil PSB, PHS, PRP, PPS, PPL e PSL | 22.176.619 | 21,32 | 3º      |
| 2018 |        | João Goulart Filho (PPL)  | Leo Alves (PPL)                | Sem coligação                                    | 30.176     | 0,03  | 13º     |

## Organização

### Juventude partidária
Assim como o MR-8 tinha seu braço estudantil, chamado de Juventude Revolucionária Oito de Outubro (JR-8), o PPL tem uma colateral chamada de Juventude Pátria Livre (JPL). A atuação da JPL se baseia no programa do partido e também busca a formação de frentes amplas nas suas lutas. A JPL (que às vezes utiliza o nome de "Mutirão") compreende que seus militantes devem priorizar a atuação em tradicionais entidades estudantis como a União Nacional dos Estudantes (UNE), a União Brasileira dos Estudantes Secundaristas (UBES), a UGES (no Rio Grande do Sul) e a UMES (na cidade de São Paulo).
A Juventude Pátria Livre recentemente rompeu com a União da Juventude Socialista (UJS-PCdoB), passando a construir um novo campo no interior da UNE com a Juventude Socialista Brasileira (JSB-PSB) e a Juventude Socialista (JS-PDT).
Com relação às gigantescas manifestações ocorridas em todo o país em 2013, também conhecidas como Jornadas de Junho, a JPL (e as entidades dirigidas por ela) as entende de forma negativa. A UMES repudiou as manifestações e negou-se a comparecer a elas, por entendê-las como antinacionalistas, antidemocráticas, violentas e de vandalismo.
- Iara Cassano - Movimento Universitário da JPL;[61] Secretária Geral da UNE[62]
- Gabriel Alves - Coordenador Nacional (SP) da JPL[61]
- Nelson Júnior - Diretor Nacional (RS) da JPL;[61] Presidente da UGES[63] Ex-presidente da UMESPA[64]
- Letícia Moreira - Diretora Nacional (RS) da JPL;[61] Vice-presidenta da UGES;[63] Presidenta da UMESPA[65]
- Rodrigo Lucas - Presidente da UMES[66]
- Mariara Cruz - Diretora da UNE (RS);[67] Candidata a vereadora em Sapucaia do Sul em 2012[68]
- Carolina Alencar - Diretora Nacional (RS) da JPL;[61] Tesoureira da FMG e ex-presidenta da UMESPA[64]
- Thalisson Silva - Assistente-RS da JPL;[61] Ex-presidente da UMESPA[64]
- Ana Luisa de Freitas Braga - Tesoureira geral da UMES[66]
- Marcos Kaue Ferreira Queiroz - Vice-presidente da UMES[66]
- Thaisa Maria do Nascimento - Diretora do Departamento Feminino da UMES[66]
- Leonardo da Vinci Fonseca Ramos - Vice-presidente (Região Centro) da UMES[66]